# Radula buccinifera
Radula buccinifera là một loài rêu tản trong họ Radulaceae. Loài này được (Hook. f. & Taylor) Gottsche, Lindenb. & Nees miêu tả khoa học lần đầu tiên năm 1845.